# Phare de Mulo
Le phare de Mulo (en croate : Svjetionik Hrid Mulo) est un feu actif situé sur l'îlot Mulo, au sud-ouest de Rogoznica dans le Comitat de Šibenik-Knin en Croatie. Le phare est exploité par la société d'État Plovput .

## Histoire
Le phare, construit en 1872 sur un îlot rocheux, guide les navires pour le contournement des îlots du sud de l'archipel.

## Description
Le phare  est une tour octogonale en pierrede 18 m de haut, avec galerie et lanterne au pignon d'une maison de gardien de deux étages. Le bâtiment est couleur pierre et la lanterne a été remplacée par une balise automatique. Il émet, à une hauteur focale de 23 m, un bref éclat blanc toutes les 5 secondes. Sa portée est de 21 milles nautiques (environ 39 km) pour le feu principal et 12 milles nautiques (environ 22 km) pour le feu de veille.
Identifiant : ARLHS : CRO-002 - Amirauté : E3226 - NGA : 13304 .

## Caractéristiques dufeu maritime
Fréquence : 5s (W)
- Lumière : 0.5 seconde
- Obscurité : 4.5 secondes

### Lien connexe
- Liste des phares de Croatie